# Historiska landskap i Finland

Historiska landskap i Finland
(gränserna för nuvarande landskapsförbund med gul färg)

Historiska landskap i Finland är nio till antalet. Dessa ska skiljas från dagens finländska landskap, som är 19 till antalet. Förändringar i landskapsindelningen påbörjades på 1920-talet och avslutades 1998 med att lagen om landskapsindelning trädde i kraft.

## Beskrivning och historik
Landskapen i Finland utvecklades som regioner med ett visst mått av kulturell samhörighet som grund. Gränserna för dem stakades efter hand ut, i ödemarkerna mellan bosättningsområdena. Historiskt sett har de fram till 1809 varit landskap i Sverige. Egentliga Finland var i någon mening det första av landskapen, som den först kristnade delen av det som kom att utvecklas till Finland. Under medeltiden användes beteckningen Suomi (finska) eller Finland (svenska) endast för det som då var Åbo slottslän och sedermera kom att få namnet Egentliga Finland.
Benämningen historiska landskap i Finland har kommit att användas i Finland för att skilja de äldre landskapen från de nuvarande landskapsförbunden, vilka är sekundärkommuner. Den kan inte räknas som någon officiell beteckning, men är ett praktiskt sätt att språkligt skilja olika betydelser av samma ord åt. Efter att det tidigare sambandet mellan län och (historiska) landskap upphörde har de historiska landskapen saknat administrativ betydelse utom i Åland, som har landskapssjälvstyrelse.
I Finland finns nio historiska landskap. I samband med reformen av landets områdesindelning, som trädde i kraft 1998, infördes en ny kommunalrättslig enhet som kallas landskapsförbund. Det finns idag 19 sådana landskapsförbund. Dessa har rötter i mellankrigstiden, med Varsinais-Suomen maakuntaliitto (idag: Varsinais-Suomen liitto, Egentliga Finlands förbund) som den första (1927) och ett antal andra som grundades under främst 1940- och 1950-talen. I Finland är det numera ofta landskapsförbunden man menar när man talar om landskap.

## Landskapsvapen
Finlands landskapsvapen härstammar från den indelning som gjordes under vasatiden då det svenska rikets landskap indelades i 18 grevskap och 15 hertigdömen.[källa behövs] Medan alla landskap i Sverige sedan 1884 upphöjts till titulärhertigdömen[källa behövs] så står den gamla indelningen i Finland kvar, vilket är förklaringen till att vissa av de gamla landskapsvapnen pryds med hertigkronor medan de andra har grevliga kronor. Notera dock att det rör sig om de äldre hertig- och grevekronorna som inte längre används i Sverige. Den äldre grevliga kronan ser till exempel ut som nutidens svenska friherrekrona.

Egentliga Finland finska: Varsinais-Suomi
Karelen Karjala
Lappland Lappi
Nyland Uusimaa
Satakunda Satakunta
Savolax Savo
Tavastland Häme
Åland Ahvenanmaa
Österbotten Pohjanmaa